# Illus
Illus, död 488, var en östromersk general. 
Han medverkade 484–488 i ett uppror mot kejsar Zeno med målet att placera Leontius (usurpator) på tronen. 